# Saint-Aubin-d'Appenai
Saint-Aubin-d'Appenai là một xã trong tỉnh Orne, vùng Normandie tây bắc nước Pháp. Xã Saint-Aubin-d'Appenai nằm ở khu vực có độ cao trung bình 192 mét trên mực nước biển.